# Gilles de Rais
Gilles de Rais (não antes do ano 1405 – 26 de outubro de 1440), foi um cavaleiro e senhor da Bretanha, Anjou e Poitou, líder do exército francês e um companheiro de armas de Joana d'Arc. Ele ficou mais conhecido por sua reputação posterior de ser um assassino em série confesso, suas vítimas tinham seis a dezoito anos.
Membro da Casa de Montmorency-Laval, Gilles de Rais cresceu sob a tutela de seu avô materno e aumentou sua fortuna com o casamento. Ele ganhou o título do Duque da Bretanha e foi admitido na corte francesa. De 1427 a 1435, Rais serviu como comandante do Exército Real e lutou ao lado de Joana d'Arc contra os ingleses e seus aliados de Borgonha durante a Guerra dos Cem Anos, pelo qual foi nomeado Marechal da França.
Entre 1434-1435, ele se aposentou da vida militar, esgotou sua riqueza encenando um espetáculo teatral extravagante de sua própria composição e foi acusado de se envolver com o ocultismo. Depois de 1432, Rais foi acusado de se envolver em uma série de assassinatos de crianças, com vítimas chegando a centenas. Os assassinatos terminaram em 1440, quando uma violenta disputa com um clérigo levou a uma investigação eclesiástica que trouxe à luz os crimes e os atribuiu a Rais. No julgamento, os pais de crianças desaparecidas na região e os próprios funcionários de Rais no crime testemunharam contra ele. Ele foi condenado à morte e enforcado em Nantes em 26 de outubro de 1440. Acredita-se que Rais seja a inspiração para o conto de fadas de 1697, "Barba azul" ("Barbe bleue"), de Charles Perrault.

## Juventude
Gilles de Rais provavelmente nasceu no final de 1405, de Guy II de Montmorency-Laval e Marie de Craon, no castelo da família em Champtocé-sur-Loire. Era uma criança inteligente, falava latim fluentemente, escrevia manuscritos e dividia sua educação entre disciplina militar e desenvolvimento moral e intelectual. Após a morte de seus pais em 1415, Gilles e seu irmão mais novo, René de La Suze, foram colocados sob a tutela de Jean de Craon, seu avô materno. Craon era um conspirador que tentou arranjar um casamento de Gilles, quando ele tinha doze anos, com Jeanne Paynel, de quatro anos, uma das herdeiras mais ricas da Normandia e, quando o plano falhou, tentou, sem sucesso, unir o garoto com Béatrice de Rohan, sobrinha do duque da Bretanha. Em 30 de novembro de 1420, Craon aumentou substancialmente a fortuna de seu neto casando-o com Catarina de Thouars da Bretanha, herdeira de La Vendée e Poitou. Sua única filha, Marie, nasceu em 1433 ou 1434.

## Carreira militar
Nas décadas seguintes à Guerra de Sucessão Bretã (1341-64), a facção derrotada liderada por Olivier de Blois, conde de Penthièvre, continuou a conspirar contra os duques da Casa de Montfort. A facção de Blois, que se recusou a renunciar à sua pretensão de governar o Ducado da Bretanha, havia prendido o duque João VI por uma violação ao Tratado de Guérande (1365). Gilles, de 16 anos, ficou do lado da Casa de Montfort. Ele conseguiu garantir a libertação do duque e foi recompensado com generosas doações de terras, que foram convertidas em doações em dinheiro.
Em 1425, Rais foi apresentado à corte de Carlos VII em Saumur e aprendeu as maneiras da corte estudando o Delfim. Na batalha pelo Château du Lude, ele prendeu o capitão inglês Blackburn.
De 1427 a 1435, Rais serviu como comandante do Exército Real, distinguindo-se pela bravura no campo de batalha durante a Guerra dos Cem Anos. Em 1429, ele lutou ao lado de Joana D'Arc em algumas das campanhas realizadas contra os ingleses e seus aliados da Borgonha. Ele estava ao lado de Joana quando o cerco de Orléans terminou.
Em 17 de julho de 1429, Rais foi um dos quatro senhores escolhidos para a honra de levar a Santa Ampola da Abadia de Saint-Remy até Notre-Dame de Reims para a consagração de Carlos VII como rei da França. No mesmo dia, ele foi oficialmente aclamado como Marechal da França.
Após o cerco de Orléans, Rais recebeu o direito de adicionar uma borda das armas reais, a flor de lis, ao seu próprio brasão. As cartas que autorizam a exibição citam seus "serviços elevados e louváveis", os "grandes perigos" que ele enfrentara e "muitos outros feitos corajosos".
Em maio de 1431, Joana D'Arc foi queimada na fogueira; Rais não estava presente. Seu avô morreu em 15 de novembro de 1432 e, em um gesto público para marcar seu descontentamento com o gasto imprudente de Rais de uma fortuna cuidadosamente acumulada, deixou sua espada e sua armadura para o irmão mais novo de Rais, René de La Suze.

## Vida privada
Em 1434 ou 1435, Rais retirou-se gradualmente da vida militar e pública para perseguir seus próprios interesses: a construção de uma esplêndida Capela dos Santos Inocentes (onde ele oficiou roupas de seu próprio projeto) e a produção de um espetáculo teatral, Le Mistère du Siège d'Orléans. A peça consistia em mais de 20.000 linhas de versos, exigindo 140 falas e 500 extras. Rais estava quase falido na época da produção e começou a vender propriedades já em 1432 para apoiar seu estilo de vida extravagante. Em março de 1433, ele havia vendido todas as suas propriedades em Poitou (exceto as de sua esposa) e todas as suas propriedades em Maine. Apenas dois castelos em Anjou, Champtocé-sur-Loire e Ingrandes, permaneceram em sua posse. Metade do total de vendas e hipotecas foi gasto na produção de sua peça. Foi realizada pela primeira vez em Orléans em 8 de maio de 1435. Seiscentos figurinos foram construídos, usados uma vez, descartados e construídos novamente para apresentações subsequentes. Suprimentos ilimitados de comida e bebida foram disponibilizados aos espectadores às custas de Rais.
Em junho de 1435, os membros da família se reuniram para reprimir Rais. Eles apelaram ao Papa Eugênio IV para negar a Capela dos Santos Inocentes (ele recusou) e levaram suas preocupações ao rei. Em 2 de julho de 1435, um edito real foi proclamado em Orléans, Tours, Angers, Pouzauges e Champtocé-sur-Loire, denunciando Rais como um gastador e proibindo-o de vender mais propriedades. Nenhum subordinado de Carlos VII foi autorizado a entrar em nenhum contrato com ele e os que estavam no comando de seus castelos foram proibidos de descartá-los. O crédito de Rais caiu imediatamente e seus credores pressionaram. Ele pediu vários empréstimos, usando seus objetos de arte, manuscritos, livros e roupas como garantia. Quando ele deixou Orléans, no final de agosto ou início de setembro de 1435, a cidade estava cheia de objetos preciosos que ele foi forçado a deixar para trás. O decreto não se aplicava à Bretanha e a família não conseguiu convencer o Ducado da Bretanha a aplicá-lo.

### Envolvimento com ocultismo
Em 1438, de acordo com testemunhos em seu julgamento pelo padre Eustache Blanchet e pelo clérigo François Prelati, Rais enviou Blanchet para procurar indivíduos que conheciam alquimia e convocação de demônios. Blanchet entrou em contato com Prelati em Florença e o convenceu a prestar esse serviço com seu mestre. Depois de revisar os livros mágicos de Prelati e um bretão itinerante, Rais escolheu iniciar experimentos, o primeiro no salão inferior de seu castelo em Tiffauges, tentando convocar um demônio chamado Barron. Rais forneceu um contrato com o demônio para riquezas que Prelati deveria dar ao demônio mais tarde.
Como nenhum demônio se manifestou após três tentativas, o marechal ficou frustrado com a falta de resultados. Prelati disse que Barron estava com raiva e exigia a oferta de partes de uma criança. Rais forneceu esses restos em um vaso de vidro em uma evocação futura, mas sem sucesso, e os experimentos ocultos o deixaram amargo e sua riqueza seriamente esgotada.

## Assassinatos
Em sua confissão, Rais disse que os primeiros ataques ocorreram entre a primavera de 1432 e a primavera de 1433. Os primeiros assassinatos ocorreram em Champtocé-sur-Loire, mas nenhum relato deles sobreviveu. Pouco depois, Rais mudou-se para Machecoul, onde, de acordo com sua confissão, ele matou ou ordenou que fosse morto, um número grande, mas incerto, de crianças, depois ter sodomizado elas.
O primeiro caso documentado de sequestro e assassinato de crianças diz respeito a um garoto de 12 anos chamado Jeudon (o primeiro nome é desconhecido), um aprendiz do peleiro Guillaume Hilairet. Os primos de Rais, Gilles de Sillé e Roger de Briqueville, pediram ao peleiro que lhes emprestasse o garoto para levar uma mensagem a Machecoul e, quando Jeudon não voltou, os dois nobres disseram ao pelotão que ignorassem o paradeiro do garoto e sugeriram que ele fora levado por ladrões em Tiffauges para ser transformado em uma pajem. No julgamento de Rais, os eventos foram atestados por Hillairet e sua esposa, o pai do menino, Jean Jeudon, e outros cinco de Machecoul.
Em sua biografia sobre Rais, de 1971, Jean Benedetti conta como as crianças que caíram nas mãos de Rais foram mortas:
[O garoto] foi mimado e vestido com roupas melhores do que ele jamais conhecera. A noite começou com uma refeição grande e muita bebida, principalmente hipocromos, que atuavam como estimulantes. O menino foi levado para uma sala superior, onde apenas Gilles e seu círculo imediato eram admitidos. Lá ele foi confrontado com a verdadeira natureza de sua situação. O choque assim produzido no menino foi uma fonte inicial de prazer para Gilles.
Étienne Corrillaut, assistente de Rais, conhecida como Poitou, foi cúmplice em muitos dos crimes e testemunhou que seu mestre despiu a criança e o pendurou com cordas em um gancho para impedir que ele gritasse, depois se masturbou na barriga ou nas coxas da criança. Se a vítima fosse um menino, ele tocava seus órgãos genitais (particularmente testículos) e nádegas. Levando a vítima para baixo, Rais confortava a criança e garantia que ele só queria brincar com ela. A vítima então era morta pelo próprio Rais ou por seu primo Gilles de Sillé, por Poitou ou por outro criado chamado Henriet. As vítimas eram mortas por decapitação, corte de garganta, desmembramento ou quebra de pescoço com um graveto. Uma espada curta, grossa e de dois gumes chamada braquemard era mantida à mão para os assassinatos. Poitou testemunhou ainda que Rais às vezes abusava das vítimas (meninos ou meninas) antes de feri-las e, em outros momentos, até mesmo após a vítima ter sido cortada na garganta ou decapitada. Segundo Poitou, Rais desdenhava dos órgãos sexuais das vítimas e sentia "infinitamente mais prazer em se libertar dessa maneira ... do que usando seu orifício natural, da maneira normal."
Em sua própria confissão, Gilles testemunhou que “quando as crianças mencionadas estavam mortas, ele as beijava e aquelas que tinham os membros e cabeças mais bonitas ele erguia para admirá-las. Elas também tinham seus corpos cruelmente abertos e Rais se deliciava ao ver seus órgãos internos e, muitas vezes, quando as crianças estavam morrendo, ele sentava-se de bruços e sentia prazer em vê-las morrer e ria”.
Poitou testemunhou que ele e Henriet queimavam os corpos na lareira do quarto de Rais. As roupas das vítimas eram colocadas no fogo, peça por peça, para queimassem lentamente e o cheiro fosse minimizado. As cinzas eram então jogadas na fossa, no fosso ou em outros esconderijos. O último assassinato registrado foi do filho de Éonnet de Villeblanche e de sua esposa Macée. Poitou pagou 20 sous para fazer uma roupa para a vítima, que foi agredida, assassinada e incinerada em agosto de 1440.

### Julgamento e execução

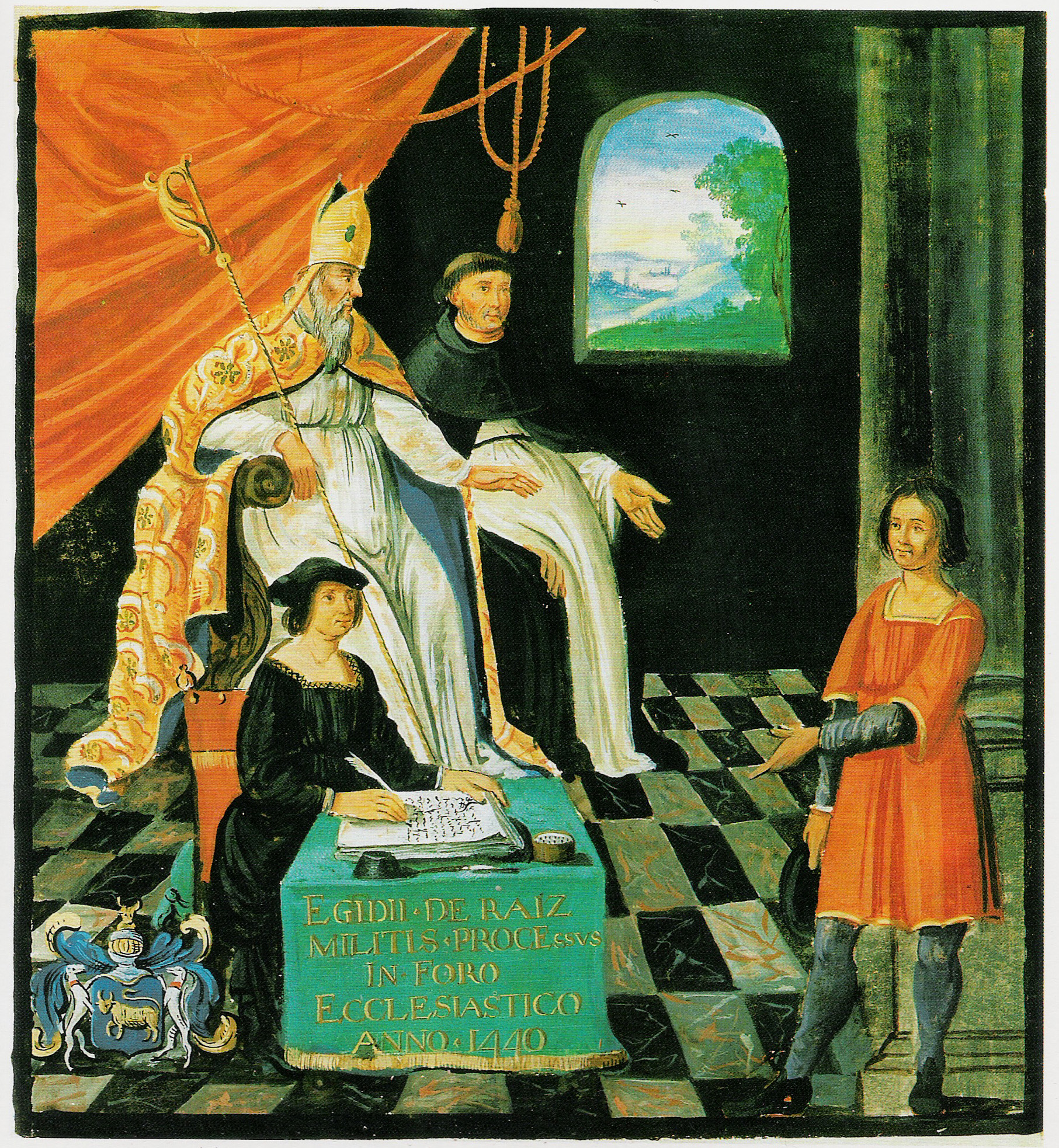
Julgamento de Gilles de Rais

Em 15 de maio de 1440, Rais sequestrou um clérigo durante uma disputa na Igreja de Saint-Étienne-de-Mer-Morte. O ato levou a uma investigação pelo bispo de Nantes, durante a qual foram descobertas evidências dos crimes de Rais. Em 29 de julho, o bispo divulgou suas descobertas e, posteriormente, obteve a cooperação do ex-protetor de Rais, João VI, Duque da Bretanha. Rais e seus assistentes Poitou e Henriet foram presos em 15 de setembro de 1440, após uma investigação secular corroborar o bispo. A acusação de Rais também foi conduzida por tribunais seculares e eclesiásticos, sob acusações que incluíam assassinato, sodomia e heresia.
O extenso testemunho de testemunha convenceu os juízes de que havia motivos adequados para estabelecer a culpa do acusado. Depois que Rais admitiu as acusações em 21 de outubro, o tribunal cancelou um plano para torturá-lo para que ele confessasse. Camponeses de vilarejos vizinhos haviam começado a fazer acusações de que seus filhos haviam entrado no castelo de Rais implorando por comida e nunca mais foram vistos. A transcrição, que incluía testemunho dos pais de muitas dessas crianças, além de descrições gráficas dos assassinatos fornecidos pelos cúmplices de Rais, era tão escandalosa que os juízes esconderam as piores partes dos registros.
O número de vítimas de Rais não é conhecido, pois a maioria dos corpos foi queimada ou enterrada. O número de assassinatos geralmente é colocado entre 80 e 200; alguns conjeturaram mais de 600. As vítimas tinham idades entre seis e 18 anos e eram predominantemente meninos.

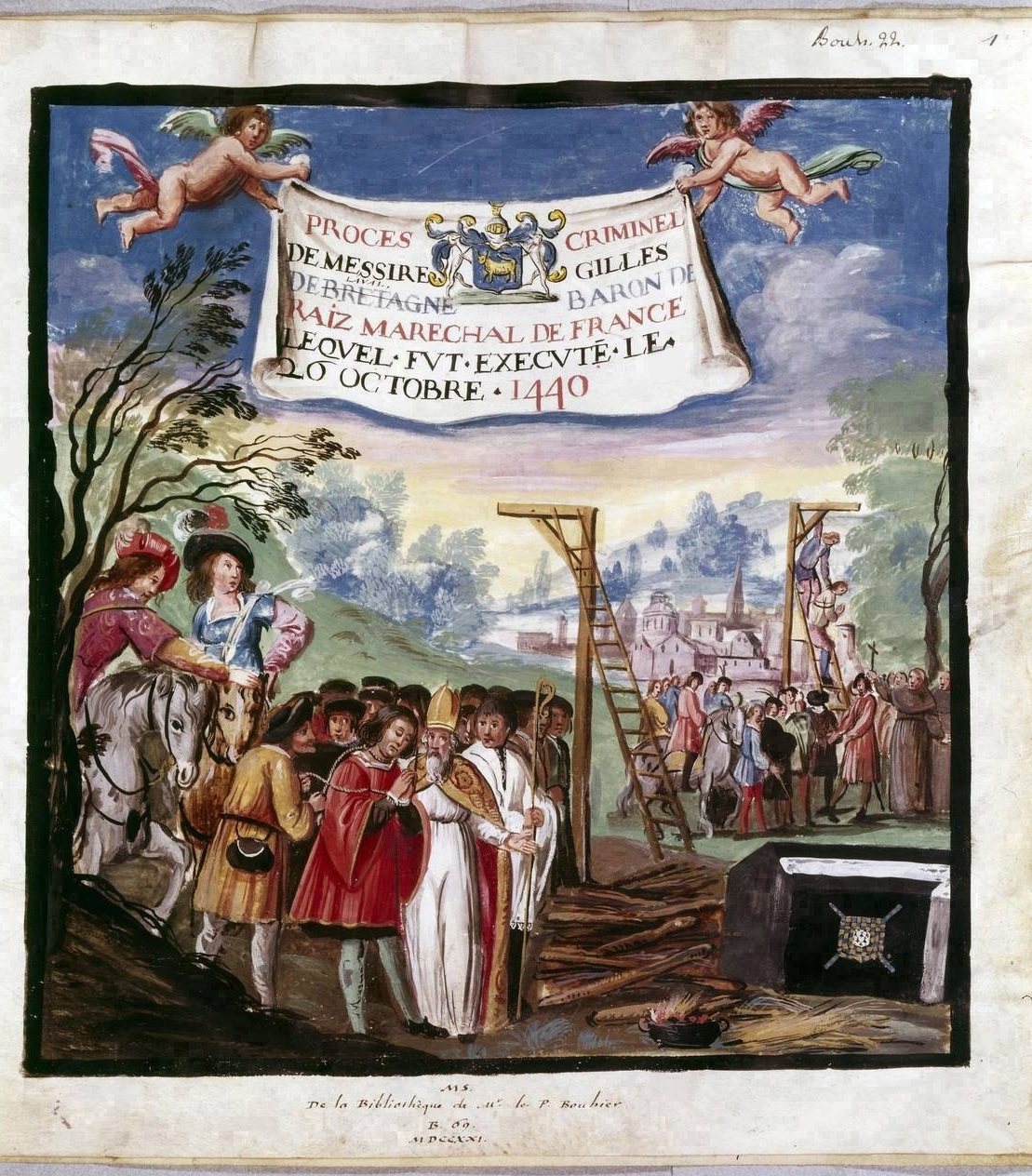
Execução de Gilles de Rais

Em 23 de outubro de 1440, o tribunal secular ouviu as confissões de Poitou e Henriet e condenou os dois à morte, seguido pela sentença de morte de Rais em 25 de outubro. Rais foi autorizado a confessar e seu pedido para ser enterrado na igreja do mosteiro de Notre-Dame des Carmes, em Nantes, foi atendido.
A execução por enforcamento e queima na fogueira foi marcada para quarta-feira, 26 de outubro. Às nove horas, Rais e seus dois cúmplices foram para o local da execução na Ilha de Biesse. Diz-se que Rais dirigiu-se à multidão com piedade contrita e exortou Henriet e Poitou a morrerem bravamente e pensarem apenas na salvação. Seu pedido para ser o primeiro a morrer foi atendido no dia anterior. Às onze horas, a plataforma foi incendiada e Rais foi enforcado. Seu corpo foi cortado antes de ser consumido pelas chamas e reivindicado por "quatro damas de alta patente" para o enterro. Henriet e Poitou foram executados de maneira semelhante, mas seus corpos foram reduzidos a cinzas nas chamas e depois dispersos.

### Questão de culpa
Embora Gilles de Rais tenha sido condenado por assassinar muitas crianças por suas confissões e pelos relatos detalhados de testemunhas oculares de seus próprios funcionários e pais das vítimas, persistiram dúvidas sobre o veredicto. Os contra-argumentos baseiam-se na teoria de que Rais foi vítima de uma trama eclesiástica ou de um ato de vingança da Igreja Católica ou do Estado francês. As dúvidas sobre a culpa de Rais persistem há muito tempo, porque o Duque da Bretanha, que recebeu a autoridade para processá-lo, recebeu todos os títulos das antigas terras de Rais após sua condenação. O duque então dividiu a terra entre seus próprios nobres. Escritores, como o especialista em sociedades secretas Jean-Pierre Bayard, em seu livro Plaidoyer pour Gilles de Rais, afirmam que ele foi vítima da Inquisição.
No início do século XX, a antropóloga Margaret Murray e o ocultista Aleister Crowley questionaram o envolvimento das autoridades eclesiásticas e seculares no caso. Crowley descreveu Rais como "em quase todos os aspectos ... o equivalente masculino de Joana D'Arc", cujo principal crime era "a busca do conhecimento". Murray, que propagou a hipótese do culto bruxo, especulou em seu livro O culto às bruxas na Europa Ocidental que Rais era realmente um bruxo e adepto de um culto à fertilidade centrado na deusa pagã Diana. A maioria dos historiadores rejeita a teoria de Murray. Norman Cohn argumenta que é inconsistente com o que se sabe dos crimes e julgamentos de Rais. Os historiadores não consideram Rais um mártir de uma religião pré-cristã; outros estudiosos tendem a vê-lo como um católico decaído que desceu ao crime e à depravação e cujos crimes reais causaram a perda das terras.
Rais foi julgado novamente durante um evento de mídia em seu país de origem, a França, sem nenhum envolvimento oficial das autoridades públicas e do órgão judicial. Em 1992, o maçom Jean-Yves Goëau-Brissonnière, o Grão-Mestre da Grande Loja da França, organizou um autoproclamado "tribunal", composto por ex-ministros franceses, membros do parlamento e especialistas da UNESCO para reexaminar o material de origem e as evidências disponíveis no local do julgamento medieval. Uma equipe de advogados, escritores e políticos liderados por Gilbert Prouteau e presidida pelo juiz Henri Juramy o considerou inocente, embora nenhum deles fosse historiador medieval por profissão. Além disso, nenhum deles procurou aconselhamento profissional de medievalistas certificados.
A audiência, que concluiu que Rais não era culpado dos crimes, foi parcialmente transformada em uma biografia ficcional chamada Gilles de Rais ou a Gueule du loup (Gilles de Rais; ou, a Boca do Lobo), narrada pelo escritor Gilbert Prouteau. "O caso da inocência de Gilles de Rais é muito forte", disse Prouteau. "Nenhum cadáver de criança foi encontrado em seu castelo em Tiffauges e ele parece ter confessado escapar da excomunhão ... As acusações parecem ser falsas e feitas por poderosos rivais para se beneficiarem do confisco de suas terras". O jornalista Gilbert Philippe, do jornal Ouest-France, disse que Prouteau estava sendo "ridículo e provocador". Ele também afirmou que Prouteau achava que o novo julgamento era basicamente "uma piada absoluta". Os historiadores continuam a acreditar que ele é culpado dos crimes, diferindo principalmente apenas quanto à sua motivação.

#### Estudos históricos e bolsa de estudos literários
- Georges Bataille, O julgamento de Gilles de Rais, Los Angeles (Califórnia): Amok Books, ISBN 978-1-878923-02-8    .
- (em francês)  Eugène Bossard, Gilles de Rais, marechal de France, de "Barbe-Bleue", 1404-1440   : après des document inédits, Paris: Honoré Champion, 1886, XIX-426-CLXVIII p., https://archive.org/stream/gillesderaismar00bossgoog#page/n11/mode/2up
- (em francês)  Arthur Bourdeaut, "Chantocé, Gilles de Rays et les duucs of Bretagne", em Memórias da Sociedade de História e da Arquitetura da Bretanha, Rennes: Sociedade de História e Arquitetura da Bretanha, t. V, 1924, pp.   41–150, http://gallica.bnf.fr/ark:/12148/bpt6k4413300/f41.image.r
- (em francês)  Pierre Boutin, Pierre Chalumeau, François Macé e Georges Peyronnet, Gilles de Rais, Nantes: Centro Nacional de Documentação Pedagógica (CNDP) / Centro Regional de Documentação Pedagógica (CRDP) da Academia de Nantes, 1988, 158 p. ISBN 2-86628-074-1 ISBN   2-86628-074-1
- (em francês)  Olivier Bouzy, "A reabilitação de Gilles de Rais, canular ou trucage?", Em Connaissance de Jeanne d'Arc, n ° 22, 1993, pp.   17–25, http://gallica.bnf.fr/ark:/12148/bpt6k58316056/f17.image.r
- (em francês)  Olivier Bouzy, "Le Procès de Gilles de Rais". Preuve juridique et "exemplum" ", em Connaissance de Jeanne d'Arc, n ° 26, janeiro de 1997, pp. 40-45, http://gallica.bnf.fr/ark:/12148/bpt6k5831681k/f40.image. r
- (em francês)  Matei Cazacu, Gilles de Rais, Paris: Tallandier, 2005, 384 pp., ISBN 2-84734-227-3    .
- (in Italian)  Matei Cazacu, Barbablù. A história de Gilles de Rais, Mondadori, 2008, ISBN 978-8804581819    .
- (em francês)  Jacques Chiffoleau, "Gilles de Rais, ogro ou assassino em série?", Em L'Histoire, n ° 335, outubro de 2008, pp.   8-16.
- (in Italian)  Ernesto Ferrero, Barbablú   : Gilles de Rais e o bonde do Medioevo, Torino: Einaudi, 2004, XVIII-290 pp. (1ª ed. 1998).
- Thomas A. Fudge, Religião Medieval e suas Ansiedades: História e Mistério na Outra Idade Média, Nova York: Palgrave Macmillan, 2016.
- Emile Gabory, Alias Bluebeard A vida e a morte de Gilles De Raiz, Nova York: Brewer & Warner Inc., 1930, 315 pp.
- (em francês)  Michel Meurger, Gilles de Rais e a literatura, Rennes: Terre de brume, coll. "Terres fantastiques", 2003, 237 pp., ISBN 2-84362-149-6    .
- Val Morgan, A lenda de Gilles de Rais (1404-1440) nos escritos de Huysmans, Bataille, Planchon e Tournier, Lewiston (Nova York): Edwin Mellen Press, col. "Estudos na civilização francesa" (n ° 29), 2003, XVI-274 pp., ISBN 0-7734-6619-3    .
- Ben Parsons, "Simpatia pelo Diabo   : Gilles de Rais e seus apologistas modernos ", em Estudos do século XV / editado por Barbara I. Gusick e Matthew Z. Heintzelman, Rochester, Nova York / Woodbridge, Suffolk, Camden House / Boydell & Brewer, vol. 37, 2012, pp.   113-137, ISBN 978-1-57113-526-1    .
- (em francês)  Vincent Petitjean, Vies de Gilles de Rais, Paris: Classiques Garnier, 2016, 562 pp., ISBN 978-2-8124-4759-4    .
- (em francês)  Noël Valois, "O processo de Gilles de Rais", no Boletim da Sociedade da História da França, Paris: Librairie Renouard, t. LIX, 1912, pp.   193–239, http://gallica.bnf.fr/ark:/12148/bpt6k12298r/f3.image

#### Literatura
- Benedetti, Jean (1971), Gilles de Rais, ISBN 978-0-8128-1450-7, New York: Stein and Day  Benedetti, Jean (1971), Gilles de Rais, ISBN 978-0-8128-1450-7, New York: Stein and Day
- Wolf, Leonard (1980), Bluebeard: The Life and Times of Gilles De Rais, ISBN 978-0-517-54061-9, New York: Clarkson N. Potter, Inc.  Wolf, Leonard (1980), Bluebeard: The Life and Times of Gilles De Rais, ISBN 978-0-517-54061-9, New York: Clarkson N. Potter, Inc.
- (em holandês) Dick Berents, Slachtbank. De kindermoorden van Maarschalk Gilles de Rais . Soesterberg: Aspekt, 2013 ISBN 978-94-6153-296-1
- Georges Bordonove, Gilles de Rais, Pigmalião, ISBN 978-2-85704-694-3    .
- (em castelhano)  Juan Antonio Cebrián, El Mariscal de las Tinieblas. La Verdadera Historia de Barba Azul, Temas de Hoy, ISBN 978-84-8460-497-6    .
- Joris-Karl Huysmans, Down There ou The Damned ( Là-Bas ), Dover, ISBN 978-0-486-22837-2    .
- Reginald Hyatte, Riso para o diabo: as provações de Gilles De Rais, companheiro de armas de Joana d'Arc (1440), Fairleigh Dickinson Univ Press, ISBN 978-0-8386-3190-4    .
- Hubert Lampo, De duivel en maagd, 207 p., Amsterdã, Meulenhoff, 1988 (11e druk), ISBN 90-290-0445-2    . (1e druk: 's-Gravenhage, Stols, 1955). (em francês)  Le Diable e Pucelle . 163 p., Presses universitaires du Septentrion, 2002, ISBN 2-85939-765-5    .
- Robert Nye, A Vida e Morte de Meu Senhor, Gilles de Rais . Livros da Time Warner. ISBN 978-0-349-10250-4 ISBN   978-0-349-10250-4 .